# اسلوپ مونتومری
اسلوپ مونتومری (۱۷۷۶) (به انگلیسی: Sloop Montgomery) یک اسلوپ شخصی بود که در انقلاب آمریکا به عنوان اسلوپ جنگی از آن استفاده می‌شد. کاپیتان آن ویلیام راجرز بود که بعداً ویلیام مرسی جای وی را گرفت.